# Cláudio Nori Sturm
Cláudio Nori Sturm OFM Cap. (ur. 12 maja 1953 w Ubiretama) – brazylijski duchowny katolicki, biskup Patos de Minas od 2008.

## Życiorys
6 stycznia 1980 otrzymał święcenia kapłańskie w zakonie kapucynów. Był m.in. dyrektorem instytutu filozoficznego w Ponta Grossa, rektorem kolegium zakonnego w Rzymie oraz wikariuszem i ministrem prowincjalnym.
8 października 2008 papież Benedykt XVI mianował go biskupem diecezji Patos de Minas. Sakry biskupiej udzielił mu 5 grudnia 2008 w Ponta Grossa arcybiskup Moacyr José Vitti.